# Phrurolithus azarkinae
Espèce
Phrurolithus azarkinae est une espèce d'araignées aranéomorphes de la famille des Phrurolithidae.

## Distribution
Cette espèce se rencontre en Azerbaïdjan, en Géorgie, en Arménie, en Iran et en Turquie.

## Description
Le mâle holotype mesure 2,07 mm et la femelle paratype 2,76 mm.

## Systématique et taxinomie
Cette espèce a été décrite par Zamani et Marusik en 2020.

## Étymologie
Cette espèce est nommée en l'honneur de Galina Nikolaevna Azarkina.

## Publication originale
- Zamani & Marusik, 2020 : « A survey of Phrurolithidae (Arachnida: Araneae) in southern Caucasus, Iran and Central Asia. » Zootaxa, no 4758(2), p. 311-329.